# Uğur Durmuş
Uğur Durmuş (* 22. Juni 1988 in Pozanlı) ist ein türkischer Fußballspieler.

## Karriere
Uğur Durmuş begann seine Karriere bei Kocaelispor und war für kurze Zeit an Kocaeli Birlikspor ausgeliehen, anschließend spielte er bei Gölcükspor. 2012 wechselte er zu Batman Petrolspor, wo er zehn Tore in 57 Einsätzen erzielen konnte. Seit 2014 steht er bei Tavşanlı Linyitspor unter Vertrag.